# 육체의 문 (1993년 영화)
《육체의 문》(Body Of Influence)은 미국에서 제작된 그레고리 다크 감독의 1993년 스릴러 드라마 영화이다. 닉 카사베츠 등이 주연으로 출연하였고 앤드류 W. 가로니 등이 제작에 참여하였다.

## 출연

### 주연
- 닉 카사베츠
- 샤논 위리
- 리차드 라운트리

### 조연
- 샌달 버그먼
- 안나 카린
- 돈 스와이즈
- 캐서린 팍스
- 다이아나 바턴

## 기타
- 라인프로듀서: 크레이그 서먼 서틀
- 미술: 블레어 마틴
- 의상: 로더 델가도
- 의상: 리카르도 델가도
- 배역: 로리 코브